# Будка железной дороги 312-314 км
Будка железной дороги 312—314 км — деревня в Сафоновском районе Смоленской области России. Входит в состав Барановского сельского поселения. Население — 22 жителя (2007 год).
Расположена в центральной части области в 1,5 км к востоку от Сафонова, в 3 км южнее автодороги М1 «Беларусь», на берегу реки Вопец. В 4 км западнее деревни расположена железнодорожная станция Сафоново на линии Москва — Минск.

## История
В годы Великой Отечественной войны деревня была оккупирована гитлеровскими войсками в сентябре 1941 года, освобождена в марте 1943 года.